# Kungliga Skogs- och Lantbruksakademien

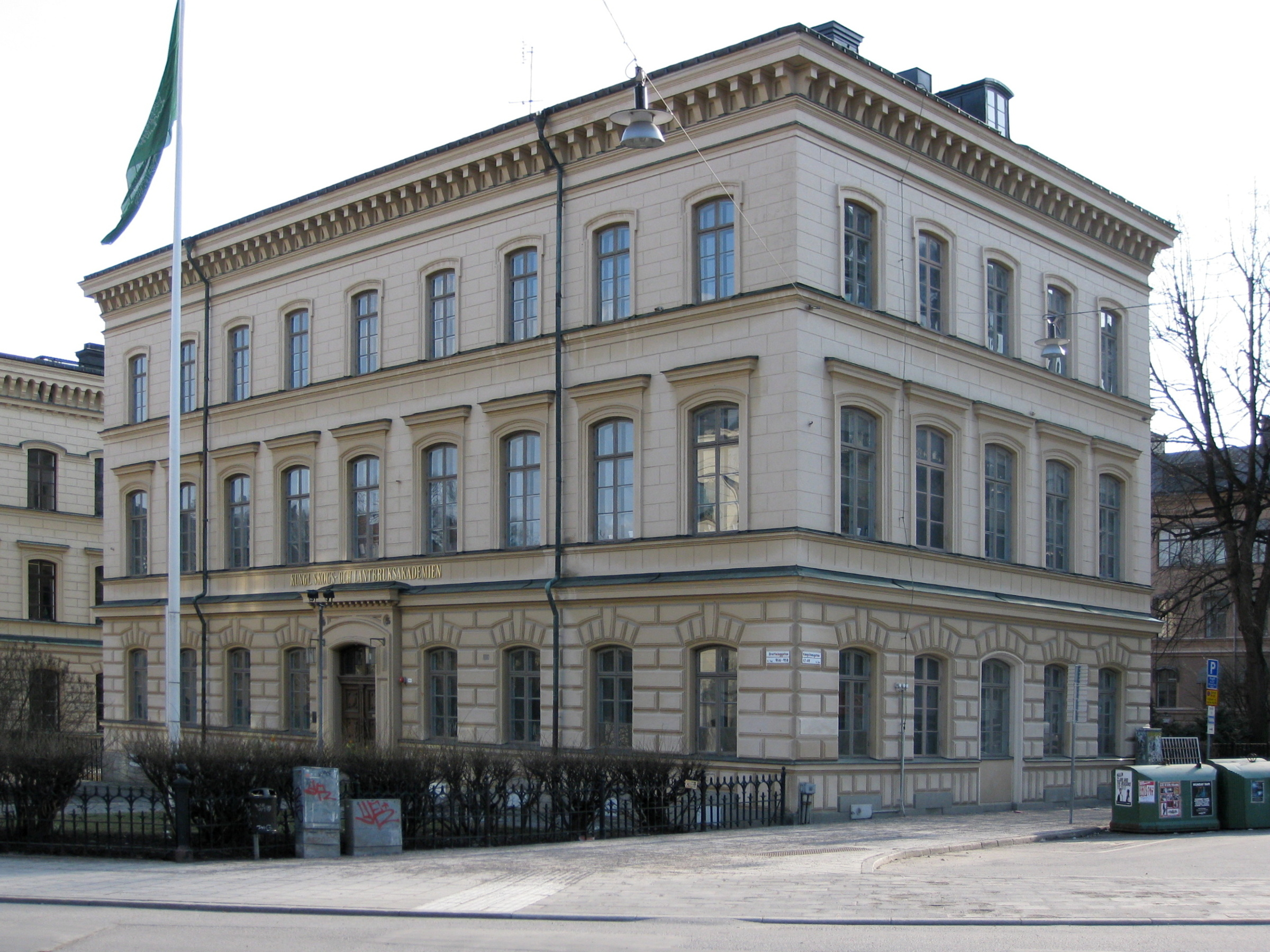
Fastigheten sedd från foten av Observatoriekullen.

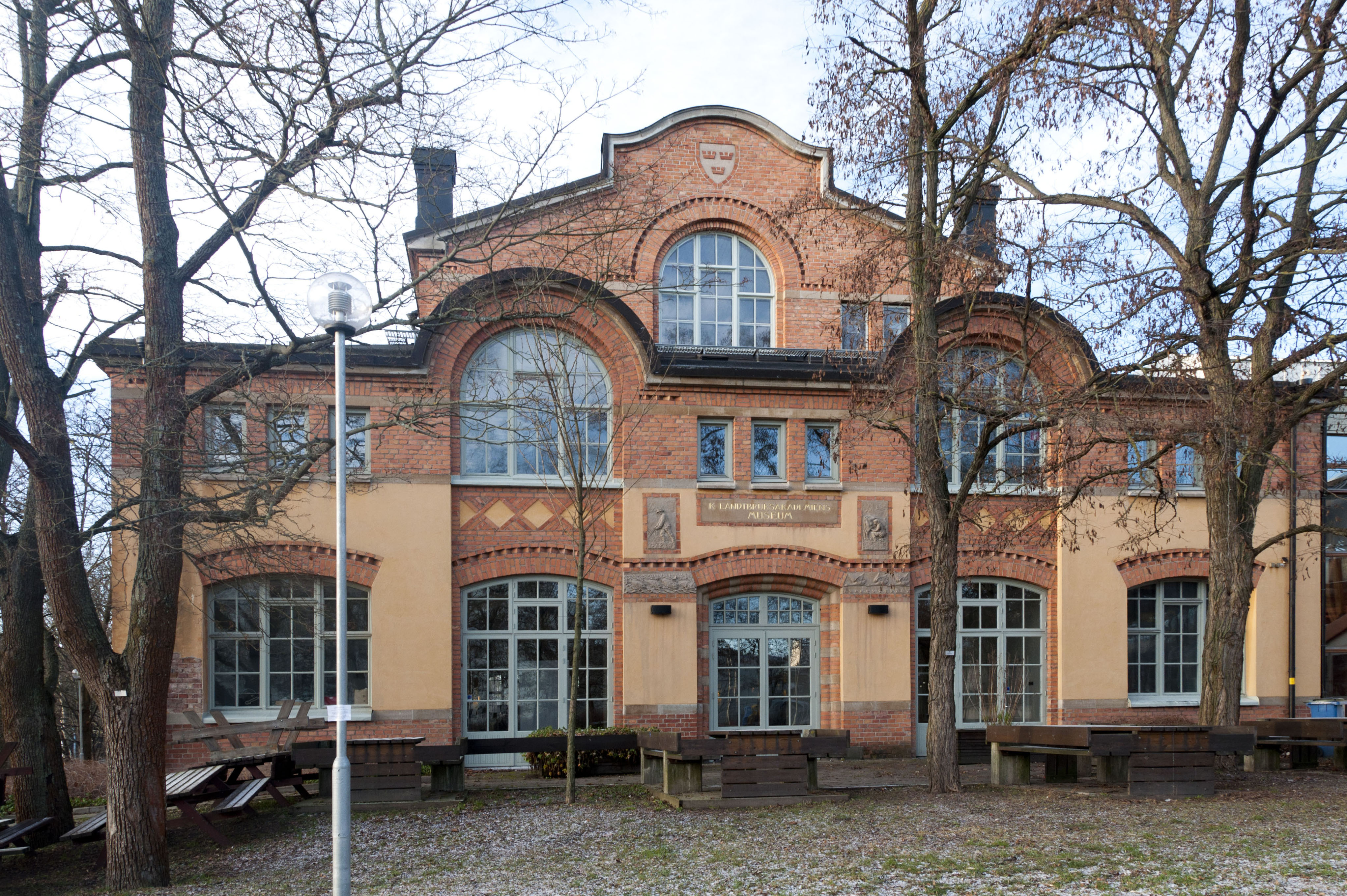
Lantbruksakademins tidigare museum

Kungl. Skogs- och Lantbruksakademien, tidigare Kungliga Lantbruksakademien (Kungliga Svenska Lantbruksakademien) är en svensk akademi grundad den 28 december 1811 av Karl XIII. Akademin har sina lokaler vid Drottninggatan 95, nära Observatorielunden i Stockholm.
Byggnaden är Gamla Tekniska högskolan som ursprungligen uppfördes för Teknologiska Institutet (senare Kungliga Tekniska högskolan). Anläggningen ritades av arkitekt Fredrik Wilhelm Scholander och stod färdig år 1863.

## Historik
Akademien stod till en början mycket nära kungahuset. Den hade visserligen instiftats av kungen, men bakom tillkomsten låg kronprinsen Karl Johan, som blev akademiens förste ordförande eller preses. Att en furste ägnade sig praktiskt åt lantbrukets förkovran var angeläget för Karl Johan och det hörde också till tidens ideal och jordbruk och lantbruksvetenskapen var på modet.
Europas furstar framställde sig gärna som sitt lands främsta jordbrukare. De grundade mönsterjordbruk och olika utbildningsanstalter på sina slott. De adliga godsägarna följde efter och efterhand även borgerligheten, som vare sig de ägde egendom eller ej engagerade sig i den växande lantbruksvetenskapen. Intresset var så stort att Voltaire i Frankrike kallade det agromani. Men det fanns också en allvarlig och progressiv sida av lantbruksakademien, att utforska naturen och utveckla jordbruket och för detta inrättades Experimentalfältet.
Bakom tillkomsten av Lantbruksakademien och Experimentalfältet låg inte bara kronprinsen. Än mer betydelsefull var Abraham Niclas Edelcrantz. Han var poet, teaterdirektör och uppfinnare, dessutom mönsterjordbrukare på Stora Skuggan på Norra Djurgården. Idén till Experimentalfältet hade han fått utomlands när han besökt olika anläggningar, framförallt i England och Skottland, som föregångsländer på jordbrukets område.
Experimentalfältet blev en institution där ett lönsamt mönsterjordbruk skulle drivas och där nya redskap, växtslag, odlingsmetoder, djurraser och utfodringssätt skulle provas. Rönen skulle spridas genom undervisning, demonstrationer och publikationer och via hushållningssällskapen ute i landsorten. Experimentalfältet kom också att innefatta en framgångsrik plant- och trädskola, trädgårdsundervisning och en med tiden alltmer specialiserad och ambitiös jordbruksvetenskaplig verksamhet med odlings-, utfodrings- och rasförädlingsförsök.
Lantbruksakademien och Experimentalfältet var föregångare till bland annat Sveriges lantbruksuniversitet (SLU). På 1940-talet flyttades jordbruksforskningen härifrån till Lantbrukshögskolan på Ultuna söder om Uppsala. Det dröjde dock till början av 1960-talet innan Experimentalfältets trädgårdsskola flyttades.
År 1956 ändrades namnet till Kungl. Skogs- och Lantbruksakademien och idag ligger Stockholms universitet på akademiens gamla område, medan akademien har flyttat till Drottninggatan 95B vid Observatorielunden. Några av byggnaderna som tillhörde den gamla akademien finns fortfarande kvar på universitetsområdet i Frescati, bland annat Bloms hus (efter arkitekten Fredrik Blom), Skära villan och Villa Bellona. Här finns också Lantis, ursprungligen Lantbruksakademiens museum, som numera innehåller en restaurang med samma namn.

## Egendomar
Kungl. Skogs- och Lantbruksakademien förvaltar även Enaforsholm Fjällgård genom stiftelsen A. W. Bergstens donationsfond. Enaforsholm testamenterades till akademien 1937. Donator var grosshandlaren A.W. Bergsten i Stockholm. Verksamheten bedrivs i bolagsform (AB Enaforsholm). Enaforsholm Fjällgård ligger i Åre socken i Jämtland, intill E 14 och Enafors järnvägsstation, cirka 15 km öster om Storlien. 
Akademiens andra egendom är Barksätter som ligger vid sjön Bjälken i Östra Vingåkers socken, cirka 3 km väster om Östra Vingåkers kyrka strax utanför Katrineholm i Södermanland. Egendomen donerades till Kungl. Skogs- och Lantbruksakademien år 1983 av fru Mary Francke-Gustafson för att bevaras som ett sammanhållet sörmländskt jord- och skogsbruk.

## Ledning
Akademiens styrelse utgörs av akademikollegium: 
- presidiet, det vill säga preses, vice preses och akademiens sekreterare
- de tre avdelningsordförandena och de tre vice avdelningsordförandena (Allmänna avdelningen, Jordbruksavdelningen, Skogsavdelningen)

### Presidiet
Presidiet samordnar under akademikollegiet planering och ledning av akademiens verksamhet och svarar för de uppgifter som överlämnas av akademien in pleno eller kollegiet.

#### Preses och styresman
- 1813–1818 Carl Johan (sedermera Carl XIV Johan) – Kronprins Carl Johan inträdde själv som akademiens ständige sekreterare och styresman. I ledningen företräddes kronprinsen av en kansler (vice preses), under vilken akademiens direktör och sekreterare sorterade.
- 1818–1838 Oscar (sedermera Oscar I)

Kanslers- och presesbefattningarna försvann 1841. År 1908 ändrades ämbetsinnehavarens titel till preses.

#### Direktörer
- 1814–1821 Abraham Niclas Edelcrantz
- 1821–1838 Adolf Göran Mörner
- 1838–1856 Gabriel Poppius
- 1856–1858 Fredrik Åkerman
- 1858–1878 Carl Göran Mörner
- 1878–1901 Pehr Jacob von Ehrenheim
- 1901–1902 Erik Gustaf Boström
- 1902–1905 Fredrik Claesson Wachtmeister
- 1905–1908 Albrecht Theodor Odelberg

#### Preses och vice preses
- 1908–1909 Preses: Albrecht Theodor Odelberg
- 1909–1911 Preses: Christian Lundeberg
- 1912–1916 Preses: Ludvig Douglas Vice preses: Carl Joachim Beck-Friis
- 1916–1927 Preses: Carl Joachim Beck-Friis
- 1916–1920 Vice preses: Wilhelm Flach
- 1920–1927 Vice preses: Fabian De Geer
- 1927–1931 Preses: Fabian De Geer Vice preses: Hjalmar Hammarskjöld
- 1932–1934 Preses: Gustaf Sederholm Vice preses: Nils Hansson
- 1935–1937 Preses: Nils Hansson, professor
- 1935–1939 Vice preses: Erik Insulander
- 1938–1943 Preses: Axel von Sneidern
- 1939–1943 Vice preses: Christian Barthel
- 1944–1955 Preses: Carl Beck-Friis, friherre
- 1944–1945 Vice preses: Hernfrid Witte
- 1945–1949 Vice preses: Vilhelm Sahlstedt
- 1950–1955 Vice preses: Åke Åkerman
- 1955–1959 Vice preses: Harald A:son Moberg
- 1956–1959 Preses: Fritiof Domö
- 1960–1963 Preses: Bo Hammarskjöld Vice preses: Erik Hagberg
- 1964–1966 Preses: Thorwald Bergquist Vice preses: Folke Johansson
- 1966–1971 Preses: Folke Johansson Vice preses: Knut von Horn
- 1972–1975 Preses: Knut von Horn Vice preses: Halvdan Åstrand
- 1976–1979 Preses: Bengt Lyberg Vice preses: Johan Treschow
- 1980–1983 Preses: Johan Curman Vice preses: Bengt Rudholm
- 1984–1987 Preses: Lennart Hjelm Vice preses: Fajer Fajersson
- 1988–1991 Preses: Lennart Schotte Vice preses: Jan Rendel
- 1992–1995 Preses: Valfrid Paulsson Vice preses: Håkan Aldén
- 1996–1999 Preses: Ingemar Öhrn Vice preses: Göran Hugoson
- 2000–2003 Preses: Thorsten Andersson Vice preses: Margareta Ihse
- 2004–2007 Preses: Mårten Carlsson Vice preses: Jan-Åke Lundén
- 2008–2011 Preses: Sara von Arnold Vice preses: Åke Bruce
- 2012–2015 Preses: Kerstin Niblaeus Vice preses: Bo Andersson
- 2016–2019 Preses: Lisa Sennerby Forsse Vice preses: Björn Sundell
- 2020–2023 Preses: Jan Fryk Vice preses: Lena Ingvarsson
- 2024-2027 Preses: Inger Andersson Vice preses: Jan Stenlid

#### Akademiens sekreterare
- 1813–1826 Carl Birger Rutström
- 1826–1841 Pehr Adolf Granberg
- 1841–1861 Johan Theophil Nathhorst
- 1862–1881 Johan Petter Arrhenius
- 1881–1883 Ferdinand Unander (tf 1880)
- 1884–1902 Otto Christian Lovén
- 1902–1919 Herman Juhlin Dannfelt
- 1919–1926 Paul Hellström
- 1926–1928 Herman Juhlin Dannfelt (tf)
- 1928–1943 Thure Björkman
- 1944–1959 Robert Torsell
- 1960–1977 Kåre Fröier
- 1977–1984 Olle Johansson
- 1984–1992 Sven-Uno Skarp
- 1993–1995 Åke Barklund (tf)
- 1995–1999 Sven-Uno Skarp
- 1999–2006 Bruno Nilsson
- 2006–2012 Åke Barklund
- 2012–2017 Carl-Anders Helander
- 2017–2023 Eva Pettersson
- 2023– Peter Normark